# 罗伯特·尼斯比特 (赛艇运动员)
罗伯特·尼斯比特（英語：Robert Nisbet，1900年11月23日—1986年9月13日），英国男子赛艇运动员。他曾代表英国参加1928年夏季奥林匹克运动会赛艇比赛，获得男子双人单桨无舵手银牌。